# Piotr od Wniebowzięcia
Piotr od Wniebowzięcia OFM, hiszp. Pedro de la Asunción (ur. ? w Cuerva, zm. 22 maja 1617 w Koori) – błogosławiony Kościoła katolickiego, męczennik, hiszpański prezbiter z zakonu franciszkanów, ofiara prześladowań antykatolickich w Japonii, zamordowany z nienawiści do wiary (łac) in odium fidei.

## Życiorys
Nie jest znana data jego urodzin, wiadomo jedynie że urodził się w okolicach Toledo. Sakrament święceń kapłańskich otrzymał będąc już zakonnikiem Zakonu Braci Mniejszych. Ze względu na swoje predyspozycje wprowadzał w życie zakonne i przygotowywał kandydatów do złożenia profesji jako mistrz nowicjatu. Skierowano go do ewangelizowania w ramach misji prowadzonych na Dalekim Wschodzie. Przez rok przebywał w Manili na Filipinach, a w 1601 roku dotarł do Japonii, gdzie podjął działalność duszpasterską pod Nagasaki. Pełniąc obowiązki gwardiana klasztoru w Nagasaki kierował utworzonym konwentem franciszkańskim, a swoją mądrością spowiednika przyciągał do sakramentu pokuty i pojednania wiernych. Okres w jakim przyszło mu apostołować zbiegł się z działaniami miejscowych władz mającymi ograniczyć wpływy rosnącej grupy katolików na życie społeczne. Po okresie wzmożonej działalności misyjnej Kościoła katolickiego siogun Hidetada Tokugawa wydał dekret, na mocy którego zakazano praktykowania i nauki religii, zaś wszystkim misjonarzom nakazano opuszczenie Japonii. Rozporządzenie obwarowane groźbą utraty życia dla nieposłusznych rozpoczęło trwające kilka dziesięcioleci krwawe prześladowania chrześcijan. Ukrywając się uniknął deportacji, ale wydany w ręce władz przez apostatę został aresztowany. Więziony był w Ōmurze i Koori (Prefektura Fukushima) wraz z jezuitą Janem Chrzcicielem Machado. Wspólnie odprawiali Msze Święte, pokuty, modlitwy i wspierali się duchowo. Kiedy poinformowano ich o wyroku śmierci udzielili sobie sakramentu pokuty i pojednania, z radością poddając się egzekucji swoim przykładem wpłynęli na umocnienie w wierze obecnych współwyznawców. Stracono ich przez ścięcie 22 maja 1617 roku na wzgórzach pod Koori.

## Znaczenie
Piotr od Wniebowzięcia z Janem Chrzcicielem Machado byli pierwszymi ofiarami chrześcijańskimi od czasu masakry Męczenników z Nagasaki z 5 lutego 1597. 7 maja 1867 roku promulgowano dekret o heroiczności cnót Czcigodnego Sługi Bożego. 7 lipca 1867 papież Pius IX beatyfikował Alfonsa z Navarrete i 204 towarzyszy, zabitymi za wyznawanie wiary w krajach misyjnych, wśród których był Piotr od Wniebowzięcia i jego współtowarzysz.
W Kościele katolickim wspomnienie liturgiczne błogosławionego obchodzone jest w Dies natalis (22 maja), a także 10 września w rocznicę masakry 205 męczenników japońskich w Nagasaki zaś jezuici również 4 lutego.